# Catastrophe de la mine de charbon de Newton Chikli
La catastrophe de la mine de charbon de Newton Chikli, à Chhindwara, en Inde, est survenue le 10 décembre 1954 en raison de l'inondation de la mine causée par un afflux d'eau provenant d'anciens chantiers de la même mine. Il y avait 112 personnes à l'intérieur de la mine lorsqu'elle a été inondée. 49 personnes ont réussi à s'échapper par la pente,; les 63 autres personnes ont été piégées et se sont noyées.

## Cause
Le travail précédent, dans la mine, avait été abandonné en 1933, à une veine de charbon. Une quantité importante d'eau s'était accumulée dans les chantiers abandonnés entre 1933 et 1954. De nouveaux travaux ont commencé à moins de 13 mètres de cette veine. Les nouveaux travaux dans la veine inférieure se sont connectés aux anciens travaux gorgés d'eau et l'eau s'est précipitée dans les nouveaux travaux, les inondant. L'ancien chantier n'avait pas été indiqué correctement sur le plan. La direction n'était pas au courant que les nouveaux chantiers s'étaient approchés si près des chantiers abandonnés.